# Hubei Haixin
Hubei Haixin est une entreprise chinoise de vêtements de protection pour les salles blanches et les blocs opératoires. Ils se sont fait connaitre par les médias occidentaux en 2020 pour avoir utilisé de la main-d'œuvre des camps d'internement du Xinjiang pour la confection des masques de protection pendant la pandémie de Covid-19 .

## Historique
Hubei Haixin Protective Products Co., Ltd (HH) fondée en 1994 est une entreprise devenue un important fabricant et exportateur chinois spécialisé dans toutes sortes de produits jetables non tissés et en plastique pour la protection, la sécurité et les soins de santé. Et tout particulièrement les masques de protection.

## Situation géographique
Basée à Wuhan, dans le district de Jiang'an, l'usine couvre un terrain de 30 000 m2, avec plus de 1 000 ouvriers en bordure et prétend avoir 50 travailleurs en gestion constante, certifiés aux normes ISO9001 / 13485. 
Ils affirment réaliser une production de masse et une capacité de production maximale de 80 × 40 HQ conteneurs par mois.

## Produits phares
Hubei Haixin propose entre autres des vêtements de protection non tissés à usage unique ou limité pour les applications médicales, pour l'industrie, l'agroalimentaire, les salons de beauté, les salons de coiffure, la pharmaceutique, la micro-électronique, la pétrochimie, les compagnies aériennes, les restaurants, les hôtels et également des vêtements de protection non tissés à usage unique aux particuliers.

## Exploitation des minorités ouïghoures
Un scandale est apparu concernant le fait que les masques anti-covid de la société chinoise Hubei Haixin Protective Products sont fabriqués dans une usine où 130 femmes de la minorité ouïghoure ont été transférées de force à 3 000 km de leur domicile et de leur famille pour être exploitées.
Ces masques sont vendus dans l'Union européenne et entre autres en Belgique. Une porte-parole du gouvernement belge aurait déclaré : « Si les masques sont conformes aux normes européennes, nous sommes obligés de les approuver pour le marché belge » .
200 000 de ces masques auraient aussi été vendus en Australie au début de la pandémie de Covid-19 ; ce qui fut révélé en juillet 2020. En outre, il apparaît qu'entre 2017 et 2019, plus de 80 000 Ouïghours, détenus dans des camps d'internement de la région du Xinjiang, ont été transférés dans plusieurs usines « appartenant aux chaînes d'approvisionnement de 83 marques connues mondialement dans la technologie, le textile et l'automobile » parmi lesquelles Hubei Haixin pour les masques de protection, affirme l'Institut australien de stratégie politique (ASPI) dans un rapport de 546 pages très détaillé .

## Sources
- Courrier international : Enquête. La Chine utilise la main-d’œuvre ouïgoure pour produire des masques, le 21/07/2020
- China's Oppressed Uighurs Made COVID-19 Protection Sold Throughout Europe, New York Times, le 16/12/2020
- At least two Australian companies reportedly purchase masks made with allegedly forced labour in China, Business Human Right le 30/07/2020
- The Diplomat : « Are Australians Buying Chinese Goods Produced With Forced Labor? » par Joshua Mcdonald le 31 juillet 2020